# Cor Zegger
Quirinius Hendricus Joseph (Cor) Zegger (Amsterdam, 11 maart 1897 - Farmington (Connecticut), 5 januari 1961) was een zwemmer, die Nederland eenmaal vertegenwoordigde bij de Olympische Spelen: 'Antwerpen 1920'.
In de Belgische havenstad kwam Zegger, lid van zwemvereniging DJK-ZAR uit Amsterdam-West, uit op de langste afstand bij de mannen, de 1500 meter vrije slag. Op dat nummer eindigde hij als derde, en dat was niet goed genoeg voor een plaats in de halve finales.
Bij de vijfde (moderne) Olympische Spelen maakte Zegger deel uit van een vierkoppige Nederlandse selectie, die verder bestond uit Rie Beisenherz, Ko Korsten en Jean van Silfhout. In tegenstelling tot Zegger kwamen zij allen uit op het koningsnummer van de zwemsport, de 100 meter vrije slag. Opmerkelijk: in Antwerpen bedroeg de baanlengte niet 50 meter zoals in later jaren, maar 100 meter. Bovendien werd er gestart vanuit het water.
Zegger won in zijn loopbaan onder meer tweemaal de jaarlijkse Traversée de Bruxelles, een lange-afstandsrace over vier kilometer in België. Zijn broer Ben Zegger was eveneens een zwemmer van de lange adem; ook hij zwom wedstrijden over grote(re) afstanden.